# 물거미 끙끙
물거미 끙끙(水グモもんもん)은 일본에서 제작된 미야자키 하야오 감독의 2006년 애니메이션 영화이다.
일본의 애니메이션 제작사 스튜디오 지브리에서 제작되었다. 일본 도쿄 미타카시의 미타카의 숲 지브리 미술관에서 볼 수 있다.

## 같이 보기
- 수지주